# Козлевська
Ко́злевська (рос. Козлевская) — присілок у складі Нюксенського району Вологодської області, Росія. Входить до складу Городищенського сільського поселення.

## Населення
Населення — 72 особи (2010; 105 у 2002).
Національний склад (станом на 2002 рік):
- росіяни — 99 %